# Jordi Carrió i Figuerola
Jordi Carrió i Figuerola (1949 - 2018) va ser un poeta i gestor cultural català. Com a gestor cultural, va ser director del Centre Gestor de Museus i Patrimoni Cultural de l'Ajuntament de Barcelona, va gestionar la incorporació de la Col·lecció Thyssen al monestir de Pedralbes i va crear la Fundació Barcelona Cultural. El 2010 va ser nomenat director adjunt executiu del Museu d'Història de Barcelona.
Va estar lligat al moviment de renovació pedagògica de les escoles d'estiu Rosa Sensat i Doctors Llicenciats i d'actes públics com la concentració de Granollers del 1979 per l'escola pública catalana. Va desenvolupar també una estreta col·laboració amb el músic Jordi Savall i l'any 2008 va esdevenir a patró de la Fundació Centre Internacional de Música Antiga, fundada per Savall i Montserrat Figueras, i en va ser elegit president el 2016. També l'octubre del 2014 Carrió es va incorporar com a assessor de la Fundació Pau Casals.
Des del 2002, sense deixar de costat el seu compromís social i polític amb la gestió cultural, va capbussar-se en el terreny de la producció poètica, en el qual es pot dir que va fer aportacions d'una profunditat i d'una diversitat insòlites, en diàleg sovint amb artistes com Antoni Tàpies, la fotògrafa Maria Espeus, o l'escultora Marisa Jorba Nadal, coneguda com a "Maïs", entre altres artistes destacats. Com a poeta va escriure Maïs, l'obra absent (2003), Pols de vidre (2006), Set poemes a Tàpies (2007), Els dies que vindran (2009), Suite Barcelona (Fonoll, 2011) i Fin'amor (Curbet, 2013). Se'n destaquen influències de Feliu Formosa o Walter Benjamin.
Era el pare del director teatral Pau Carrió.